# Christiano Florêncio da Silva
Christiano Florêncio da Silva, detto Pedrão (Jaboticabal, 5 aprile 1978), è un ex calciatore brasiliano, di ruolo attaccante.

## Caratteristiche tecniche
Gioca come attaccante, ed ha una buona capacità realizzativa, che gli ha permesso, tra le altre cose, di diventare capocannoniere del Campionato Paulista 2009 con 16 reti.

## Carriera

### Club
Il suo soprannome, Pedrão, deriva dall'azienda in cui lavorava quando ancora non era calciatore professionista.
Pedrão iniziò a giocare per il Jaboticabal Atlético, squadra della sua città natale; successivamente giocò per squadre minori dell'interno dello Stato di San Paolo e nel São Raimundo dello Stato di Amazonas. Successivamente giocò per l'Étoile du Sahel in Tunisia, ma tornò in Brasile poco tempo dopo.
A fine giugno 2006, fu mandato in prestito dal Barueri alla Portuguesa, ma si trovò male, e decise di tornare al Barueri dopo una breve esperienza in Corea del Sud perché del Barueri dice "è un club in cui credo e in cui mi identifico".

## Palmarès

### Club

#### Competizioni nazionali
- Campionato Paulista Serie A3: 1

Barueri: 2005
- Campionato Paulista Serie A2: 1

Barueri: 2006

### Individuale
- Capocannoniere del Campionato Paulista: 1

2009 (16 gol)